# Leucocelis marginata
Leucocelis marginata är en skalbaggsart som beskrevs av Sigmund Schenkling 1921. Leucocelis marginata ingår i släktet Leucocelis och familjen Cetoniidae. Inga underarter finns listade i Catalogue of Life.